# Karl von Frenckell
Karl von Frenckell (Helsinki, 11 aprile 1880 – 1952) è stato un banchiere, ingegnere, esperantista e console finlandese.

## Biografia
Von Frenckell studiò all'Università Tecnica di Dresda. Nel 1904 o 1905 sposò la cantante lirica Minnie Nast (1874-1956). Dal 1908 lavorò presso il Bankhaus Gebrüder Arnhold, la banca di Max Arnhold e dell'esperantista Georg Arnhold.
Karl von Frenckell fu membro a vita dell'UEA. Nel 1908 divenne membro del consiglio direttivo dell'Istituto Sassone di esperanto e dal 1909 al 1919 fu presidente del circolo esperantista di Dresda.
Per anni è stato segretario generale della Germana Esperanto-Asocio. Fu presidente del Congresso universale di esperanto del 1922, ad Helsinki.
Fu anche autore della rivista Dresdenaj Esperanto-Sciigoj e di molti articoli.